# Valiant (P189)
Pour les articles homonymes, voir Valiant.

Valiant est un cotre britannique. Son port d'attache actuel est Portsmouth au Royaume-Uni. C'est un voilier de croisière privé.

Son immatriculation est : SSR 121485 (SSR pour Small Ships Register), ainsi que P189
Il a participé à Brest 2008, aux Tonnerres de Brest 2012 et Brest 2016.